# Johannes Behr (Jazzmusiker)
Johannes Behr (* 1981 in Remscheid) ist ein deutscher Jazzmusiker (Gitarre).

## Leben und Wirken
Behr wuchs in Remscheid auf. Mit acht Jahren erhielt er klassischen Klavierunterricht; er begann mit 13 Jahren, zunächst als Autodidakt, Akustikgitarre zu lernen. Als Schüler war er Mitglied der Jazz-AG des Ernst-Moritz-Arndt-Gymnasium seiner Geburtsstadt und gewann den Kleinen Jazz Löwen. Nach dem Abitur studierte er bis 2007 Jazz-Gitarre am Conservatorium van Amsterdam bei Jesse van Ruller und Martijn van Iterson; zudem erhielt er Unterricht von Wolfgang Muthspiel, Philip Catherine und Peter O’Mara. Für zwei Jahre war er Mitglied des Bundesjugendjazzorchesters unter Leitung von Peter Herbolzheimer, mit dem er 2006 das Album Calling South Africa aufnahm. Mit der Gruppe Mumble Jumble (Malte Dürrschnabel, Benjamin Kraef, Sebastian Sternal, Robert Landfermann, Leif Battermann) gewann er 2006 den Biberacher Jazzpreis.
Behr, der seit 2007 in Köln lebt, spielte mit Peter Weniger, Jesse van Ruller, Jasper Blom, John Ruocco, re:jazz, Diego Piñera oder Christine Corvisier; weiterhin arbeitete er mit Charlie Mariano, Martin Sasse oder der Big Band des Sängers Tom Gaebel. Mit Matthias Schriefls Band Shreefpunk tourte er europaweit und legte mehrere Tonträger vor. Zu seinem Quartett gehörten Jens Böckamp, Bassist Goran Vujić und Drummer Dominic Brosowski; auch bildete er ein Duo mit Matthias Bröde. Seit 2021 ist er Mitglied der Crossover-Band Wildes Holz. Er ist auch auf Alben von Lars Duppler, Eva Mayerhofer und Andreas Schickentanz zu hören.